# Colin Reitz
Colin Reitz (ur. 6 kwietnia 1960 w Clapton) – brytyjski lekkoatleta specjalizujący się w biegach średnio i długodystansowych, dwukrotny uczestnik letnich igrzysk olimpijskich (Moskwa 1980, Los Angeles 1984).

## Sukcesy sportowe
- srebrny medalista mistrzostw Wielkiej Brytanii w biegu na 1500 metrów – 1982
- brązowy medalista mistrzostw Wielkiej Brytanii w biegu na 3000 metrów z przeszkodami – 1980[1]

| Rok  | Miasto      | Zawody                      | Konkurencja                   | Wynik         |
| ---- | ----------- | --------------------------- | ----------------------------- | ------------- |
| 1979 | Bydgoszcz   | Mistrzostwa Europy juniorów | bieg na 2000 m z przeszkodami | srebrny medal |
| 1983 | Helsinki    | Mistrzostwa świata          | bieg na 3000 m z przeszkodami | brązowy medal |
| 1984 | Los Angeles | Igrzyska olimpijskie        | bieg na 3000 m z przeszkodami | 5. miejsce    |
| 1985 | Moskwa      | Puchar Europy               | bieg na 3000 m z przeszkodami | 5. miejsce    |
| 1986 | Edynburg    | Igrzyska Wspólnoty Narodów  | bieg na 3000 m z przeszkodami | brązowy medal |
| 1986 | Stuttgart   | Mistrzostwa Europy          | bieg na 3000 m z przeszkodami | 4. miejsce    |

## Rekordy życiowe
- bieg na 1500 metrów – 3:37,55 – Oslo 27/06/1985
- bieg na milę – 3:55,41 – Edynburg 31/07/1982
- bieg na 2000 metrów – 5:04,86 – Londyn 07/08/1982
- bieg na 3000 metrów – 7:44,40 – Oslo 09/07/1983
- bieg na 2 mile – 8:25,52 – Birmingham 19/08/1986
- bieg na 5000 metrów – 13:37,31 – Londyn 02/08/1987
- bieg na 2000 metrów z przeszkodami – 5:23,87 – Oslo 28/06/1984
- bieg na 3000 metrów z przeszkodami – 8:12,11 – Bruksela 05/09/1986